# Make Up Your Mind (Vlaanderen)
Make Up Your Mind is een televisieprogramma dat sinds 8 september 2023 op de Belgische zender VTM wordt uitgezonden. Het programma is gebaseerd op het gelijknamige Nederlandse programma en wordt gepresenteerd door An Lemmens.

## Opzet
Tijdens de eerste aflevering transformeerden vijf Bekende Vlamingen zich tot dragqueen met pruik, pluimen en veel make-up. Aan het panel om de identiteit te achterhalen. De panelleden zijn zangeres Natalia, interieurarchitect Bart Appeltans, presentatrice Julie Van den Steen en actrice Ruth Beeckmans. Tijdens het tweede seizoen komen zestien BV's aan bod, Bart Appeltans keert terug als vast panellid en zangeres/actrice Karen Damen is captain van het andere team. Elke week neemt er ander gastpanellid plaats naast hen.
De jury bestaat afwisselend uit 6 Belgische professionele drag queens waaronder: Vanessa Van Cartier (die het tweede seizoen van 'Drag Race Holland' won), Belgium's got talent-revelatie LoLa McQueen, Sammy Jo (Miss Travestie België 2022), Star (Showqueen van 2017), Dina Price (Miss Travestie België 2024) en ChelseaBoy (die ook jurylid is in de Nederlandse versie).

## Overzicht

### Seizoen 1
Het eerste seizoen van het programma bestond uit één pilot-aflevering, deze werd uitgezonden op 8 september 2023. Team 1 bestond uit Julie Van den Steen en Ruth Beeckmans en team 2 bestond uit Bart Appeltans met Natalia. De presentatie was in handen van An Lemmens. 
| Deelnemende BV's     | Dragnaam         | Kleur  | Resultaat | Mystery Queen                    |
| -------------------- | ---------------- | ------ | --------- | -------------------------------- |
| Sammy Mahdi          | Cindy Envy       | Oranje | 1e        | Jan Mulder als Joanna Golddigger |
| Maarten Vancoillie   | Doris Daybreak   | Rood   | 2e        | Jan Mulder als Joanna Golddigger |
| Freek Braeckman      | Mayday Touché    | Blauw  | 3e        | Jan Mulder als Joanna Golddigger |
| Christoff            | Madonna Starling | Goud   | 4e        | Jan Mulder als Joanna Golddigger |
| Francesco Planckaert | Edina Woodward   | Groen  | 5e        | Jan Mulder als Joanna Golddigger |

### Seizoen 2
Het tweede seizoen van het programma bestond uit meerdere afleveringen. In de eerste vier afleveringen worden telkens vier nieuwe dragqueens geïntroduceerd, waarvan er na een lipsync-ronde en een overwinnings-speech één drag overblijft die zich plaatst voor de finale aflevering. In dit seizoen bestaat het panel uit 2 teams onder leiding van Bart Appeltans en Karen Damen. Zij worden elke aflevering bijgestaan door een mede-BV'er als gast-panellid. De presentatie is wederom in handen van An Lemmens.
| Afl. | Uitzenddatum  | Gast panellid Team Bart | Gast panellid Team Karen | Deelnemers         | Dragnaam            | Kleur    | Resultaat   | Kijkcijfers |
| ---- | ------------- | ----------------------- | ------------------------ | ------------------ | ------------------- | -------- | ----------- | ----------- |
| 1    | 21 maart 2025 | Bart Kaëll              | Luc Appermont            | Gerben Tuerlinckx  | Barbie Q            | Roze     | 3e          | 525.473     |
| 1    | 21 maart 2025 | Bart Kaëll              | Luc Appermont            | Kim Van Oncen      | Belle Chique        | Goud     | 3e          | 525.473     |
| 1    | 21 maart 2025 | Bart Kaëll              | Luc Appermont            | Niet bekendgemaakt | Black Lulu          | Zwart    | 1e/finalist | 525.473     |
| 1    | 21 maart 2025 | Bart Kaëll              | Luc Appermont            | Piet Huysentruyt   | Kitsch Lorraine     | Wit      | 2e          | 525.473     |
| 2    | 28 maart 2025 | Elisabeth Lucie Baeten  | Gustaph                  | Walter de Donder   | Juliette Smallville | Goud     | 2e          | 578.035     |
| 2    | 28 maart 2025 | Elisabeth Lucie Baeten  | Gustaph                  | Rob Vanoudenhoven  | Artie Shock         | Zilver   | 3e          | 578.035     |
| 2    | 28 maart 2025 | Elisabeth Lucie Baeten  | Gustaph                  | Yemi Oduwale       | Princess Violetta   | Paars    | 3e          | 578.035     |
| 2    | 28 maart 2025 | Elisabeth Lucie Baeten  | Gustaph                  | Niet bekendgemaakt | Jackie Doolittle    | Roze     | 1e/finalist | 578.035     |
| 3    | 4 april 2025  | Ingeborg                | Kürt Rogiers             | Niet bekendgemaakt | Lily Rooster        | Rood     | 1e/finalist | 428.086     |
| 3    | 4 april 2025  | Ingeborg                | Kürt Rogiers             | Pascal Braeckman   | Misty Boom Boom     | Geel     | 3e          | 428.086     |
| 3    | 4 april 2025  | Ingeborg                | Kürt Rogiers             | Dirk Draulans      | Early Birdie        | Groen    | 3e          | 428.086     |
| 3    | 4 april 2025  | Ingeborg                | Kürt Rogiers             | Elodie Gabias      | Montreal Viral      | Wit      | 2e          | 428.086     |
| 4    | 11 april 2025 | Slongs                  | Manu Van Acker           | Junior Planckaert  | Baby Gonzalez       | Groen    | 3e          | 551.904     |
| 4    | 11 april 2025 | Slongs                  | Manu Van Acker           | Niels Albert       | Victoria Royale     | Blauw    | 3e          | 551.904     |
| 4    | 11 april 2025 | Slongs                  | Manu Van Acker           | Niet bekendgemaakt | Katie Hairy         | Rood-wit | 1e/finalist | 551.904     |
| 4    | 11 april 2025 | Slongs                  | Manu Van Acker           | Sergio             | Sister Stretch      | Roze     | 2e          | 551.904     |
| 5    | 18 april 2025 | Jani Kazaltzis          | Ruth Beeckmans           | Tom De Cock        | Lily Rooster        | Rood     | 3e          | 575.307     |
| 5    | 18 april 2025 | Jani Kazaltzis          | Ruth Beeckmans           | Jonatan Medart     | Katie Hairy         | Rood-wit | 2e          | 575.307     |
| 5    | 18 april 2025 | Jani Kazaltzis          | Ruth Beeckmans           | Julie Vermeire     | Jackie Doolittle    | Roze     | 3e          | 575.307     |
| 5    | 18 april 2025 | Jani Kazaltzis          | Ruth Beeckmans           | Sieg De Doncker    | Black Lulu          | Zwart    | 1e          | 575.307     |